# Sabine Laruelle
Pour les articles homonymes, voir Laruelle.
Sabine Laruelle, née le 2 juin 1965 à Huy, est une femme politique belge wallonne, membre du MR.
Elle est notamment présidente du Sénat de Belgique du 18 juillet 2019 au 13 octobre 2020.

## Biographie

### Études et carrière professionnelle
Ingénieure agronome diplômée des Facultés universitaire des sciences agronomiques de Gembloux, et après avoir suivi une formation d'éco-conseillère à l'Institut Eco-conseil (Namur), Sabine Laruelle travaille sept ans pour le cabinet de Guy Lutgen, ministre wallon de l'Agriculture. Par la suite, elle devient directrice générale de l'Alliance agricole belge (AAB) en 2001. 
Elle participe aux négociations qui aboutissent à la fusion de ce syndicat agricole avec les Unions professionnelles agricoles (UPA). Elle devient alors directrice générale du nouveau syndicat issu de cette fusion : la Fédération wallonne de l'agriculture (FWA).

### Membre du gouvernement fédéral
Élue députée le 18 mai 2003, elle est nommée ministre MR des Classes moyennes, de l'Agriculture et des Indépendants le 12 juillet 2003 au sein du gouvernement Verhofstadt II.
Elle est réélue lors des élections législatives du 10 juin 2007. Le 21 décembre 2007, elle est nommée ministre de l'Économie et de l'Agriculture au sein du gouvernement Verhofstadt III.
Le 20 mars 2008, elle prête serment devant le roi Albert II en tant que ministre fédérale des PME, des Indépendants, de l'Agriculture et de la Politique scientifique, au sein du gouvernement Leterme. Le 21 octobre 2013, elle annonce qu'elle arrêtera la politique à la fin de la législature en cours. 
Durant ses mandats ministériels, Sabine Laruelle se fait notamment remarquer pour son combat au profit des travailleurs indépendants et de leur statut social. 
Elle obtient la vice-présidence d'Euro consultant group qu'elle quitte en 2017.
Au niveau local, Sabine Laruelle est conseillère communale de décembre 2006 à novembre 2013. Lors des élections communales d'octobre 2012, elle mène la liste MR qui, avec 28,56% des voix, remporte huit sièges et retrouve le pouvoir, par le biais d'un accord avec la liste Bailli du bourgmestre Benoît Dispa. En novembre 2013, Sabine Laruelle fait le choix de quitter la vie politique communale pour se concentrer sur sa carrière chez Euro consultant group. « Plutôt que de faire à moitié les choses, je préfère laisser la place à des plus jeunes », déclare-t-elle à cette occasion.
Elle revient progressivement à la politique, d'abord au sein du cabinet de Pierre-Yves Jeholet, ministre wallon de l'Emploi, puis réélue en tant que tête de liste MR pour les élections régionales de 2019 dans la circonscription de Namur. Le 11 juin 2019, Sabine Laruelle prête serment au Parlement de Wallonie. Le 18 juin de la même année, elle fait de même au Parlement de la Fédération Wallonie-Bruxelles.
Sabine Laruelle est Commandeur de l'Ordre de Léopold et a été élevée, en 2015, au rang d'officier du Mérite wallon.

### Présidente du Sénat
Elle est élue présidente du Sénat face à la socialiste francophone Christie Morreale le 18 juillet 2019, obtenant 26 des 47 voix exprimées. 
Le 14 février 2020, une proposition de résolution initiée par le groupe MR et cosignée par Sabine Laruelle est déposée au Sénat pour y être prise en considération par celui-ci en séance plénière. Son objet: la couverture vaccinale en Belgique. 
Le 19 février 2020, alors que la Belgique ne dispose toujours pas d'un gouvernement fédéral de plein exercice à la suite des élections du 26 mai 2019, Sabine Laruelle est chargée par le Roi Philippe d'une mission avec le président de la Chambre des représentants Patrick Dewael : prendre les contacts politiques nécessaires permettant la mise en place d'un nouveau gouvernement fédéral de plein exercice. D'emblée, le duo de présidents prévient qu'il se retranchera « dans le mutisme le plus intégral » pour restaurer le calme.

## Distinctions
- Grand officier de l'ordre de Léopold (2024)[13].